# Jovo Damjanović

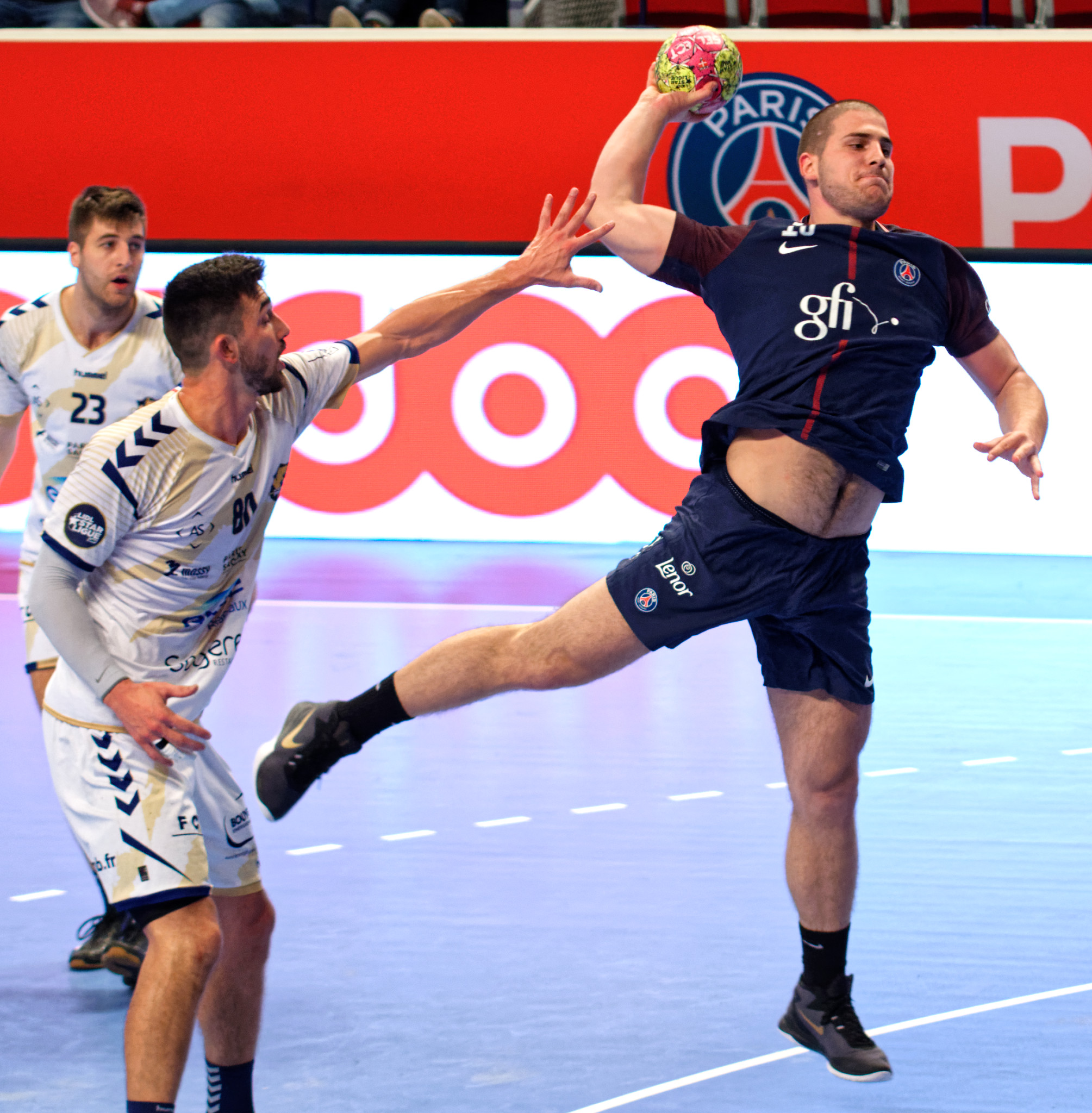
PSG / Massy, le 20 septembre 2017.

Jovo Damjanović, né le 24 décembre 1996 à Nikšić, est un joueur de handball monténégrin naturalisé qatarien. Il évolue au sein du club serbe RK Železničar Niš et de l'équipe nationale du Qatar.
Avec le Qatar, il participe notamment au Championnat du monde 2015 où il atteint la finale de la compétition.
En 2017, il signe un contrat de deux ans avec le Paris Saint-Germain. Mais il n'est quasiment jamais utilisé et préfère quitter l'équipe de la capitale à la fin de sa première année pour le club serbe du RK Železničar Niš.

## Palmarès

### Sélections
Championnats du monde
- médaillé d'argent au Championnat du monde 2015 au  Qatar

### En clubs
- Vainqueur de la Coupe de la Ligue (1) : 2018
- Vainqueur de la Coupe de France (1) : 2018
- Vainqueur du Championnat de France (1) : 2018